# Woodlands (Estados Unidos)
Woodlands, también conocido como Plantación Frederick Blount, es una histórica casa de plantación ubicada en Gosport, Alabama, Estados Unidos. La casa fue agregada al Registro Nacional de Lugares Históricos el 28 de abril de 1980, debido a su importancia arquitectónica.

## Historia
La casa fue construida por Frederick Spaight Blount en 1840. Blount nació el 13 de noviembre de 1808 en Carolina del Norte. Él y su medio hermano, James W. Bryan, se asociaron en 1841, mediante la cual Bryan proporcionó esclavos para Woodlands. Blount se destacó como abogado en Gosport en 1845. La sociedad con su medio hermano se había agriado en 1848, cuando Bryan intentó vender los esclavos a Alfred Hatch de Greensboro. En el momento del censo de los Estados Unidos de 1850, él y su esposa, Emily James, vivían en la plantación con tres hijos y dieciocho esclavos. La familia se mudó a Mobile unos años más tarde, donde Blount reanudó su práctica legal.
Un gran escándalo, conocido en todo el país en ese momento, surgió en 1858 cuando Frederick S. Blount acusó a Henri Arnous de Rivière, un oficial del ejército francés, de secuestrar a su hija, la señorita Emily J. Blount, y a su esposa, la Sra. Emily James Blount e intentando huir con ellos a La Habana. Blount había permitido el compromiso de su hija con Rivière, pero después de descubrir un supuesto matrimonio anterior rompió el compromiso y prohibió a Henri Rivière el contacto con ella. Rivière fue detenido el 4 de julio de 1858 en el Hotel Napoleón en Hoboken, Nueva Jersey pero él y la hija de Blount escaparon antes del juicio.
El asunto se publicó en periódicos de todo el sur y en el New York Times. La familia Blount se reunió más tarde y volvió a vivir en Mobile en 1860. Sin embargo, Rivière y Miss Blount finalmente se casaron y tuvieron hijos, viviendo en Francia. El propio Frederick Blount vivía en París en 1872.

## Descripción
Woodlands es un ejemplo de estructura de madera de lo que se conoce regionalmente como una cabaña de Carolina, una forma que es muy similar en apariencia a la de una cabaña criolla. Esta forma es siempre de un piso y medio con frontones laterales, con el techo principal cubriendo cualquier porche.
La casa también cuenta con finos detalles neogriegos, incluidas ocho columnas dóricas estriadas que sostienen el porche delantero. La puerta de entrada, centrada en la fachada de cinco bahías, está rodeada de luces laterales y coronada por una luz de travesaño, flanqueada por pilastras y coronada con un entablamento simple.